# Flashlight (песня DJ Fresh)
«Flashlight» — песня Английского музыкального продюсера DJ Fresh при участии английской певицы Элли Голдинг. Песня была выпущена как сингл 28 сентября 2014 года. Песня изначально появилась в альбоме Голдинг Halcyon Days, переиздании её второго альбома, Halcyon. The Invisible Men помогали в написании песни.

## Предыстория
В интервью Capital FM 9 февраля 2014 года DJ Fresh сказал, что он и Голдинг записали новую версию песни «Flashlight» для сингла, выпущенного в 2014 году.

## Список композиций
| №  | Название                  | Длительность |
| -- | ------------------------- | ------------ |
| 1. | «Flashlight» (radio edit) | 3:38         |

| №  | Название                              | Длительность |
| -- | ------------------------------------- | ------------ |
| 1. | «Flashlight» (radio edit)             | 3:38         |
| 2. | «Flashlight» (Metrik remix)           | 4:41         |
| 3. | «Flashlight» (Jack Beats '4AM' remix) | 5:31         |
| 4. | «Flashlight» (Cahill remix)           | 6:59         |
| 5. | «Flashlight» (Tazer remix)            | 5:29         |

## Чарты
| Чарт (2014)                                | Высшая позиция |
| ------------------------------------------ | -------------- |
| Бельгия/Фландрия (Ultratop Dance)          | 17             |
| Бельгия/Фландрия (Ultratip Bubbling Under) | 21             |
| Шотландия (OCC Scotland)                   | 36             |
| Великобритания (OCC UK Singles)            | 47             |
| Великобритания (OCC UK Indie)              | 1              |

## История релиза
| Регион         | Дата            | Формат              | Лейбл                     |
| -------------- | --------------- | ------------------- | ------------------------- |
| Великобритания | 23 августа 2013 | Цифровое скачивание | Ministry of Sound Polydor |